# スモール・フェイセス
スモール・フェイセス (Small Faces）は、1960年代に活動したイングランドのロック・バンド。ビートルズ、ローリング・ストーンズ、ザ・フーと共に「イギリスのビッグ4」の一つに挙げられる。2012年に『ロックの殿堂』入りを果たした。

## 経歴
1965年、スティーヴ・マリオット（ギター、ヴォーカル）、ロニー・レーン（ベース・ギター、ヴォーカル）、ケニー・ジョーンズ（ドラムス）、ジミー・ウィンストン（キーボード）の4人で結成された。1966年にウィンストンが脱退しイアン・マクレガンが後任となった。

### 結成まで
マリオットはロンドンのイーストエンドで生まれ育った。彼は子役俳優としてミュージカル『オリバー!』のアートフル・ドジャー役で有名になり、10代初期に2本の映画に出演した。1本はピーター・セラーズとの共演であった。俳優業の傍ら、ソロ・シングルやスティーヴ・マリオット&ザ・モーメンツ名義でのシングルを発表するが、いずれも不発。
1965年、マリオットはロニー・レーンに出会った。彼はマナー・パークのJ60 ミュージック・バーで働いており、そこにレーンが父親のスタンと共にベース・ギターを買いに訪れた。彼等は会話し、ベースを買ったレーンはマリオットが仕事を終えた後、レコードを聴きに彼の家を訪れた。バンドの核は、その夜に誕生した。バンド名は、マリオット、レーン、ジョーンズの3人が小柄（Small）だったことと、シーンの顔役という意味を込めた「Face」が由来。

### デッカ・レコード時代
1965年、デッカレコードからデビュー・シングル「ホワッチャ・ゴナ・ドゥ・アバウト・イット」を発表。第二弾の「アイヴ・ゴット・マイン」はチャート入りしなかった。ウィンストンが脱退し、元ザ・ミュールスキナーズのメンバーで経験豊富なイアン・マクレガンが加入した。
1966年1月、シングル「シャ・ラ・ラ・ラ・リー」がイギリスでのメジャー・ヒットとなった。同年発表したファースト・アルバム『スモール・フェイセス』は、全英アルバムチャートで最高位3位を記録。シングル「オール・オア・ナッシング」が全英シングルチャートで第1位を獲得。
しかし契約上の問題などからデッカ・レコードとの関係が悪化し、彼等は移籍を検討し始めた。

### イミディエイト・レコード時代
1967年2月、彼等はアンドリュー・ルーグ・オールダムのイミディエイト・レコードに移籍した。マリオットとレーンは、イミディエイトに在籍するクリス・ファーロウに「マイ・ウェイ・オブ・ギヴィング」を提供していたので、契約の手続きは円滑に進行した。
同年6月に発表された移籍第1弾のアルバム『スモール・フェイセス』は全収録曲がオリジナルの楽曲で、バンドとしての進歩を見せて成功を収めた。一方、デッカは4ヶ月前の同年2月に、移籍に対する報復として編集アルバム『フロム・ザ・ビギニング』を発表。同時期に2作のアルバムがヒットするという事態となった。
その後も、「イチクー・パーク」（全英3位）、「ティン・ソルジャー」（全英9位）が立て続けにヒット。前者は全米16位、後者は73位を記録し、彼等はこの2曲で初の全米チャート・インを果たした。
1968年5月、コンセプト・アルバムの一つに挙げられる『オグデンズ・ナット・ゴーン・フレイク』を発表。同作は全英アルバムチャートの1位を連続6週間記録した。

### マリオットの脱退とフェイセズへの移行
1968年、マリオットは元ザ・ハードのピーター・フランプトン（ギター、ヴォーカル）をメンバーに迎え入れることを提案したが、レーンとマクレガンに猛反対された。同年大晦日、彼等はゲストにアレクシス・コーナーを迎えてアレクサンドラ・パレスでコンサートを行なうが、マリオットは途中でステージを降りてしまった。彼は楽屋で激怒するメンバーにむかって脱退を宣言し、翌1969年にフランプトンらとハンブル・パイを結成。彼等はブルー・アイド・ソウル、ゴスペル色を強めたアルバムを発表し、好評を得た。
残ったレーン、マクレガン、ジョーンズは、ジェフ・ベック・グループを解雇されたロッド・スチュワート（ヴォーカル）、ロン・ウッド（ギター）を迎えてクワイエット・メロンとして再出発。彼等は数ヶ月後にフェイセズと改名し、1975年に解散するまで「玉つきリチャード」「ステイ・ウィズ・ミー」などをヒットさせた。

## その後
1976年、「イチクー・パーク」のリバイバル・ヒットがきっかけでレーン以外の3人が集まり、スモール・フェイセスを再結成。リック・ウィルス（ベース）を迎えて1977年に『プレイメイツ』、1978年にはジミー・マカロック（ギター）を迎えて『78イン・ザ・シェイド』を発表。
レーンはスリム・チャンスを率いて活動していたので、スモール・フェイセスの再結成には参加しなかった。彼はやがて多発性硬化症という難病を発症。1981年にはマリオットと再会し、互いの曲を持ち寄ってレコーディングを楽しんだ。この音源は2000年に『マジック・ミジッツ』（Majik Mijits）というタイトルでCD化された。
1991年4月、マリオットは海外旅行からエセックスの自宅に帰宅して就寝中、寝タバコが原因の火災で焼死。44歳没。
1997年6月、レーン病没。51歳没。
2012年に、フェイセズと共にロックの殿堂入り。
2014年12月、マクレガン病没。69歳没。

## 影響
スモール・フェイセスはデビュー当時、ザ・フーと並んでモッズに人気があった。ザ・フーのメンバーとは異なり、彼等自身もかつてはモッズだった。
ポール・ウェラーは、スモール・フェイセスの熱心な愛聴者で、レーンの闘病生活の支援にも携わった。2001年にはマリオットのトリビュート・コンサートに参加して、ノエル・ギャラガー（オアシス）、マクレガン、ジョーンズと共演した。
ジョン・サイクス率いるヘヴィメタル・バンド、ブルー・マーダーは、アルバム『ナッシング・バット・トラブル』で「イチクー・パーク」をカヴァーした。

## メンバー
- スティーヴ・マリオット (Steve Marriott) - ギター、ボーカル ※44歳死去。
- ロニー・レーン (Ronnie Lane) - ベース、ボーカル、ギター ※51歳死去。
- ケニー・ジョーンズ (Kenney Jones) - ドラムス
- イアン・マクレガン (Ian McLagan) - キーボード、ボーカル、ギター ※69歳死去[13]。
- ジミー・ウィンストン (Jimmy Winston) - キーボード ※75歳死去。
- ジミー・マカロック (Jimmy McCulloch) - ギター ※26歳死去。
- リック・ウィルス (Rick Wills) - ベース

## ディスコグラフィ

### スタジオ・アルバム
- 『スモール・フェイセス（英語版）』 - Small Faces (1966年、Decca LK4790)
- 『スモール・フェイセス（英語版）』 - Small Faces (1967年、Immediate IMLP008)
- 『オグデンズ・ナット・ゴーン・フレイク（英語版）』 - Ogdens' Nut Gone Flake (1968年、Immediate IMSP012)
- 『プレイメイツ（英語版）』 - Playmates (1977年、Atlantic SD19113)
- 『78イン・ザ・シェイド（英語版）』 - 78 In The Shade (1978年、Atlantic SD19171)

### コンピレーション・アルバム
- 『フロム・ザ・ビギニング（英語版）』 - From The Beginning (1967年、Decca LK4879)
- 『イン・メモリアム（英語版）』 - In Memoriam (1969年、Immediate(German) 1C 048-90 201)
- 『オータム・ストーン（英語版）』 - The Autumn Stone (1969年、Immediate)